# Romainmôtier-Envy
Romainmôtier-Envy är en kommun i distriktet Jura-Nord vaudois i kantonen Vaud, Schweiz. Kommunen har 574 invånare (2023).
Kommunen består av orten Romainmôtier och byn Envy.